# Ľudmila Podjavorinská

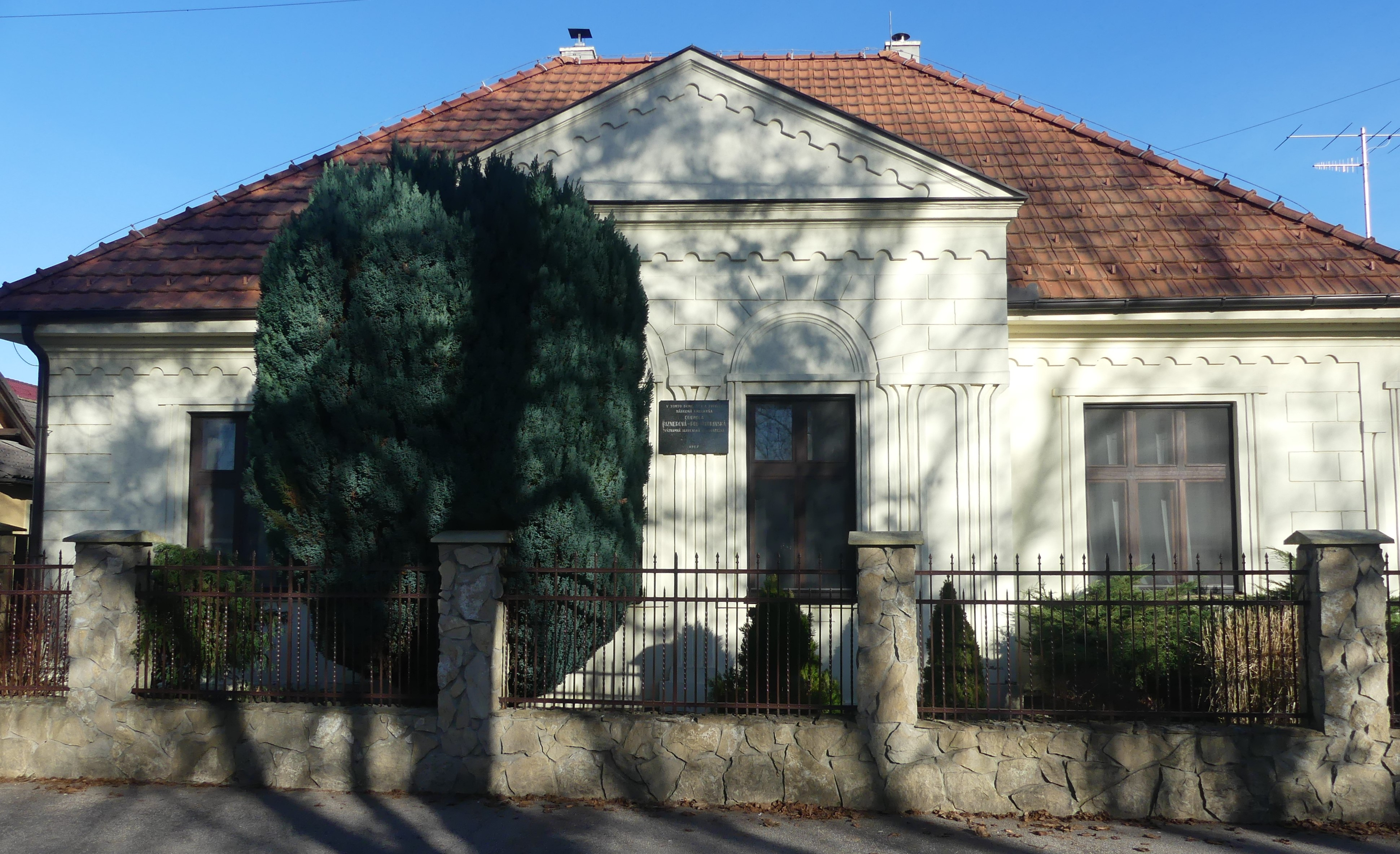
Dům v Novém Meste nad Váhom, kde působila L´udmila Podjavorinská.

Ľudmila Podjavorinská, rozená Riznerová (26. dubna 1872 Horné Bzince  – 2. března 1951 Nové Mesto nad Váhom) byla významná slovenská prozaička a básnířka, autorka lyrickoepických i epických básní. Užívala pseudonymy Božena, Damascena, Ľ. Šeršelínová, Ľ. Špirifangulínová, Ľudka, Ľudmila, Ľudmila Ružodolská, Ľudmila Veselohorská, Ľ. Vrzalovská, M. Ružodolský, Milko Ružodolský, Nechtík, Nevädza, Podjavorinský, Sojka, Teta Ľudmila aj.

## Životopis
Narodila se v rodině učitele Karola Rudolfa Riznera a jeho ženy Márie Riznerové, roz. Klimáčkové, jako osmé z desíti dětí. Jejím strýcem byl Ľudovít Vladimír Rizner. V roce 1910 se rodina přestěhovala do Nového Mesta nad Váhom. Vzdělaní získala v Bzincích. Krátce pracovala jako úřednice Červeného kříže a jako svobodná pomáhala svému otci ve škole, ale většinu života žila jen ze skromných příjmu za literární práci v periodikách.

## Tvorba
Své první práce uveřejňovala v piešťanských Slovenských novinách a v časopise Vlasť a svet v letech 1887–1888. Na Slovensku její první díla vycházela od roku 1892 v Národních novinách a Slovenských pohledech, později spolupracovala s dětskými časopisy Zornička a Dětský máj. Začínala vydáváním básní, ale brzy se rozhodla věnovat i próze. Ve své tvorbě zobrazovala nejenom trpké osudy obyčejných lidí, ale dívala se také hluboko do lidských duší. V dílech z venkovského a maloměstského prostředí popsala s kritickým nadhledem každodenní rodinné starosti. I když v začátcích literární kariéry využívala často komičnost postav a situační komiku, později vyostřila konflikty, ať už sociální nebo etické, čímž se její díla stala hlubšími, vážnějšími a postavy více tragickými. Ľudmila Podjavorinská se tvorbou už od počátku řadí do období realismu, kde se kvalitou přibližuje autorům, jako jsou Svetozár Hurban-Vajanský, Martin Kukučín nebo Jozef Gregor-Tajovský. Do slovenské literatury se však zapsala hlavně jako zakladatelka moderní slovenské literatury pro děti. Jako první ženě v historii jí byl v roce 1947 propůjčen titul národní umělec.

## Dílo

### Tvorba pro dospělé
- 1892 – Kmotrovia figliari
- 1892 – Za neistými túžbami, humoreska
- 1893 – Sokovia, humoreska
- 1893 – Protivy
- 1894 – Rôznymi cestami
- 1895 – Dozvuky
- 1895 – Z vesny života, sbírka lyrických veršů
- 1896 – Ideál
- 1896 – Pozde
- 1897 – Za šťastím
- 1897 – Ondráš
- 1898 – Z domova
- 1899 – Fako Ďura Kotúlku, humoreska
- 1899 – Pod svietňom, humoreska
- 1900 – Postupne
- 1903 – Po bále, veršovaná novela (Slovenské pohľady)
- 1905 – Na bále, veršovaná novela (Slovenské pohľady)
- 1905 – V otroctve, novela
- 1906 – Blud, novela
- 1906 – Kde sa vzal
- 1909 – Dvaja bratia a Nešťastie pôvodcom šťastia
- 1910 – Žena, novela
- 1914 – Otrok
- 1915 – Prelud, veršovaná novela (Slovenské pohľady)
- 1930 – Balady, poezie
- 1932 – Baránok boží - končí sebevraždou dítěte nebo tragickou nehodou a smrtí dítěte, po pokusu napadnout nožem dospělou ženu jako následek dlouhodobého psychického týrání dítěte
- 1937 – Mária z Magdali, poezie
- 1942 – Piesne samoty, poezie
- 1946 – Balady a povesti, poezie

### Tvorba pro děti
- 1908 – Slovenská chalúpka, báseň
- 1909 – Oráč, báseň
- 1909 – Sadaj, slnko, sadaj, báseň
- 1921 – Kytka veršov pre slovenské dietky, sbírka veršů pro děti
- 1930 – Zajko Bojko, pohádka ve verších
- 1930 – Veršíky pre maličkých
- 1930 – Medový hrniec
- 1931 – Čarovné skielka, kniha pohádek a povídek
- 1939 – Škovránok
- 1942 – Zvonky
- 1943 – Čin-čin, pohádka ve verších
- 1947 – Klásky